# Antidote (band)
Antidote is een punkband met leden uit Amsterdam, Goes, Brussel en Utrecht. 
De band was actief van 1996 tot 2012 en heeft diverse platen uitgebracht. Daarnaast heeft de band meerdere malen door Europa, Amerika en Rusland getoerd. In 2017 kwam de band weer bijeen voor een reeks optredens.

## Discografie
Studioalbums
- "No communication" lp/cd 2007 Dirty Faces (lp/cd), Rodent Popsicle Records (lp/cd), Neuroempire Records (cd)
- "Another Dose" lp/cd 2006 Dirty Faces (lp/cd), Rodent Popsicle Records (cd), Neuroempire Records (cd)
- "Back in year zero" lp/cd 2003 Dirty Faces, 2005 Neuroempire Records, 2006 Rodent Popsicle Records
- "Go Pogo!" 10"/lp/cd 2000 Dirty Faces (10"/lp/cd), 2001 Charged Records (lp/cd), 2005 Neuroempire Records (cd)
- "My Life!" lp/cd 1999 Charged Records (lp/cd), 2001 Dirty Faces (pic lp/cd), 2005 Neuroempire Records (cd)

Ep's
- "De Blauwe Moet Blijven" 7", 2000 Injection Records
- "Let's Get Drunk" 7", 1998 Injection Records, 2001 Dirty Faces (pic 7")
- "Bounce The Bouncer" 7", 1997 Injection Records

Demo's
- 1997 s/t demotape

Split-ep's
- split met Seein Red, 2004 Attack Records
- split met NY-Relx, 2002 Dirty Faces
- "Keine Arbeit" split met The Shocks and Die Strohsäcke, 2000 Attack Records
- split met Worhäts, 1999 Attack Records

Compilaties (onvolledig)
- "10 Jahre Attack Records" 7", 2004 Attack Records
- ''"Human Dust Punk/HC compilation" 7", 1999 Na Und Records
- "Internationally Yours compilation" 7", 1999 Ditchdiggin Records
- "Punx Unite 2 compilation" LP/cd, 2000 Charged Records
- "Punk and Disoi!rderly" compilation, 2001 Step One Music